# José Antonio Mexía
José Antonio Mexía (* 1800 in Xalapa, Veracruz; † 3. Mai 1839 Acajete, Puebla) war ein mexikanischer Politiker, Militär und Unternehmer.

## Leben
Die Eltern von José Antonio Mexía waren Juana Josefa Hernández und Pedro Mexía.
Im November 1822 ernannte ihn der Gouverneur von Texas, José Félix Trespalacios zum Dolmetscher der Cherokee Indian delegation in Mexiko-Stadt. 1823 war er kurzzeitig Oberst in der mexikanischen Armee.
Am 5. August 1823 heiratete Mexía Charlotte Walker (* 1801; † 25. September 1864 in Mexiko-Stadt an Typhus). Ihre Kinder waren María Adelaida Matilda (* 27. August 1826 in Tuxpan; † 22. Dezember 1878 in Mexiko-Stadt) und Enrique Guillermo Antonio Mexía (* Januar 1829 in Mexiko-Stadt; † 19. September 1896 ebenda).
Von 1823 bis 1824 war José Antonio Mexía Sekretär im Parlament von Tamaulipas.
Von 1825 bis 1827 war er Steuereintreiber in Tuxpan.
Von 1825 bis 1827 warb er für die York Rite Freimaurer Mitglieder und die Föderale Partei.
Von 1827 bis 1832 stieg er im Generalstab von General Vicente Guerrero zum Brigadegeneral auf.
Von November 1829 bis März 1831 war Mexía Botschaftssekretär in Washington. In dieser Zeit in Washington wurde er Vertreter und Lobbyist der Galveston Bay and Texas Land Company. Diese hatte Besiedelungskonzessionen für Texas von mexikanischen empresarios und entrepreneurs wie Manuel Lorenzo Justiniano de Zavala y Sáenz erworben. Eine Geschäftsidee war, in Texas Baumwolle in einer Sklavenhalterwirtschaft zu produzieren, obwohl die Sklaverei in Mexiko von Miguel Hidalgo verboten worden war. Die mexikanische Regierung erließ beschränkende Gesetze, dass Ausländer sich nicht an den Grenzen und in Küstennähe ansiedeln dürften. US-Amerikanern wurde die Einwanderung nach Mexiko untersagt und die Grenze von Texas zu den USA von 1830 bis 1834 geschlossen. Dessen ungeachtet wurden die Siedlungskonzessionen für Texas an gutgläubige US-amerikanische Siedlungswillige verkauft, obwohl die entsprechenden Landtitel nur Altpapierwert hatten. José Antonio Mexía war der Strohmann der Galveston Bay and Texas Land Company in Mexiko-Stadt.
Mexía unterstützte Antonio López de Santa Anna bei einem Aufstand 1832 und nahm mit der Armee die Stadt Matamoros ein.
Im Juni 1832 gab es in Anahuac Unruhen und de Santa Anna entsandte ihn mit der sogenannten Mexía's expedition nach Texas, um diese niederzuschlagen. Stephen F. Austin überzeugte ihn, dass die Siedler loyal zu Mexiko standen.
Im März 1834 besaß Mexía 243.540 acres Besiedlungskonzessionen auf seinen eigenen Namen und berichtete in betrügerischer Absicht, dass das Gesetz, welches den Zuzug von US-Amerikanern verbot, aufgehoben worden sei. 1834 war er Senator für den Bundesstaat Mexiko und schloss sich der Föderalentruppe, welche gegen Santa Anna rebellierten, an. Der Aufstand dauerte zwei Monate, anschließend wurde José Antonio Mexía in Jalisco gefangen genommen und ausgewiesen. In New Orleans sammelte er 160 Freischärler, vornehmlich US-Amerikaner, mit welchen er im November 1835 versuchte, Tampico zu besetzen. Bei dem gescheiterten Überfall wurden 31 Freischärler gefangen genommen, deren Hinrichtung Santa Anna befahl und von denen drei an Krankheiten starben. José Antonio Mexía schlug sich mit dem Rest der Truppe im Dezember 1835 nach Texas durch.
Sein Vorschlag, in Matamoros einzufallen, fand bei den Separatisten in Texas keine Zustimmung und Mexía kehrte nach New Orleans zurück. Von 1836 bis 1839 war Mexía Handlungsreisender in Kuba und Zentralamerika für ein Export-Import-Unternehmen in New Orleans. Er war an Verhandlungen zu einem Abkommen eines interozeanischen Kanals durch Nicaragua beteiligt.
Am 3. Januar 1839 landete Mexía in Tampico, beteiligte sich an der Rebellion von General José de Urrea gegen Santa Anna und wurde in Acajete (Veracruz) gefangen genommen.
Santa Anna befahl die Exekution von Mexía und ließ ihm drei Stunden, um Abschiedsbriefe nach Hause zu schreiben. Als Mexía diese Maßgabe hörte, erklärte er, er hätte Santa Anna, falls er ihn gefangen genommen hätte, nur drei Minuten zugestanden. Mexía wurde durch ein Erschießungskommando hingerichtet.